# Club de fanes

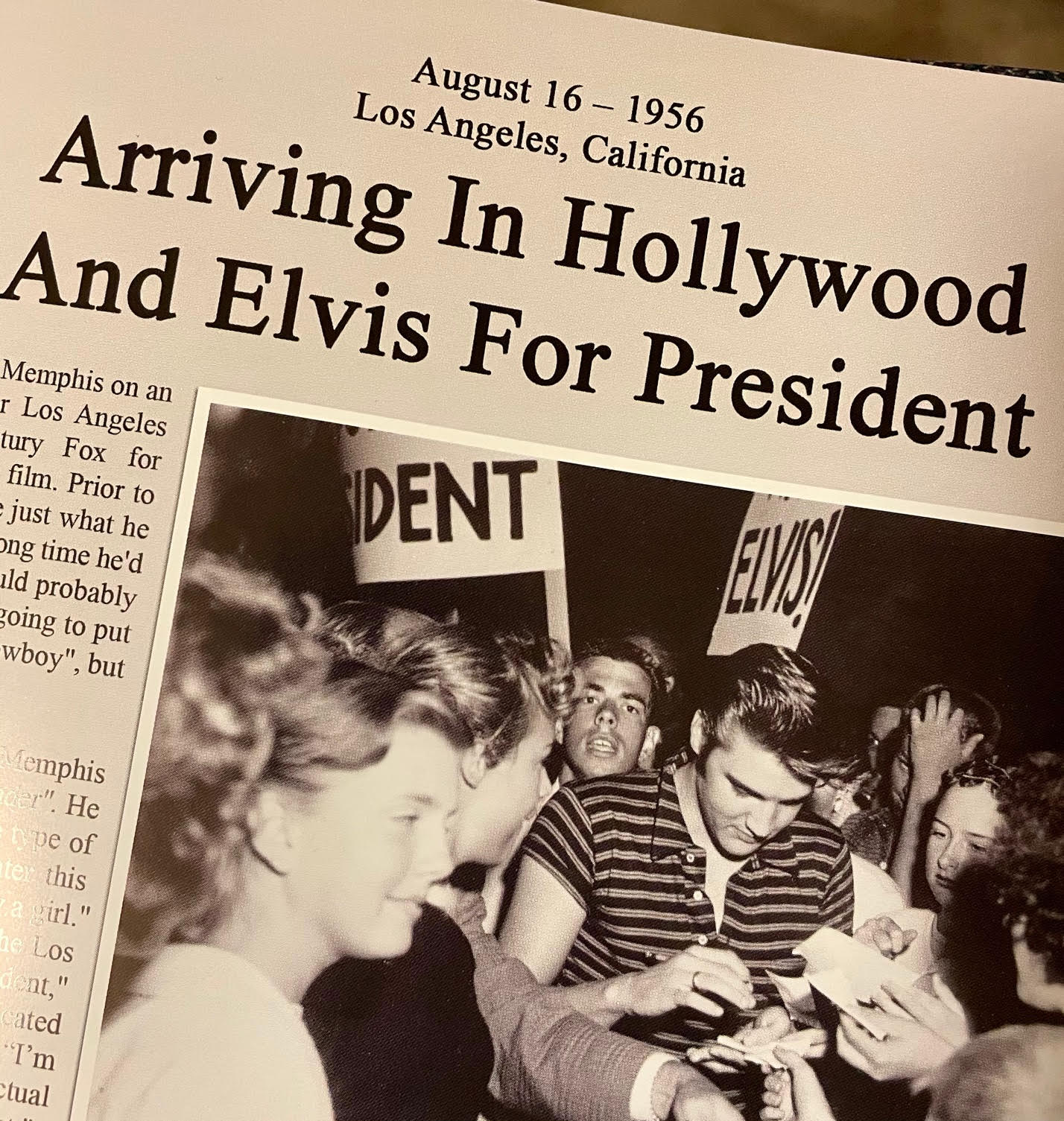
Elvis Presley firmando autógrafos para sus fanes en 1956

Un club de fanes o club de fans es un grupo de personas que se dedica a un famoso, grupo musical, personaje famoso, futbolista, etc. La mayoría de clubs de fanes están a cargo de uno de estos, que dedica su tiempo y recursos a apoyarlos. También hay clubs de fanes oficiales, dirigidos por alguien relacionado con la persona o la organización admirada por el club. Este es el caso de cantantes, por ejemplo. 
Acorde al libro Guinness de los records, con más de 600 establecimientos funcionando, Elvis Presley es el cantante con más clubes de fanes alrededor del mundo  mientras que el grupo musical Queen posee el club de fanes más antiguo en actividad para una banda musical, fundado en 1973  

## Funciones como una organización
Los clubs de fanes grandes pueden organizar eventos recaudatorios en relación con lo que se basan. En algunos casos el dinero va directamente a la persona o conjunto en el que se basa el club.

## En Internet
Hoy en día, muchos clubes de fanes tienen su propia página web. Estos sitios suelen tener fotos e información sobre el objeto o la persona de su devoción. Por ejemplo, una web de fanes de un cantante puede tener vídeos suyos, foros, chats e información sobre sus próximos conciertos. Twitter es la red social con más diversidad de clubs de fanes (CF), generados por personas anónimas por un bien común hacia la persona que apoyan. 